# Thesea reticuloides
Thesea reticuloides is een zachte koraalsoort uit de familie Plexauridae. De koraalsoort komt uit het geslacht Thesea. Thesea reticuloides werd voor het eerst wetenschappelijk beschreven door Nutting. 